# Schülp bei Rendsburg
Schülp bei Rendsburg é um município da Alemanha, localizado no distrito de Rendsburg-Eckernförde, estado de Schleswig-Holstein.